# Mohammed Gargo
Mohammed Gargo (Accra, 19 de junho de 1975) é um ex-futebolista profissional e treinador ganês, atuava como meia, medalhista olímpico de bronze.
Mohammed Gargo conquistou a a medalha de bronze em Barcelona 1992.